# Karel Baroch
Karel Baroch, né le 15 mars 1939 et décédé le 20 septembre 2001, est un ancien joueur et entraîneur tchécoslovaque de basket-ball. Il évolue au poste de meneur.

## Palmarès
- Finaliste du championnat d'Europe 1967
- 3e du championnat d'Europe 1969
- 3e de l'Universiade d'été de 1961